# Коростелёв, Пётр Гурьевич
Пётр Гурьевич Коростелёв (6 августа 1924, с. Мучкап, Тамбовская губерния-4 июня 2017) — российский советский живописец, Народный художник Российской Федерации (2008), член Санкт-Петербургского Союза художников (до 1992 года — Ленинградской организации Союза художников РСФСР). Почётный член Российской академии художеств.

## Биография
Родился 6 августа 1924 года на станции Мучкап Тамбовской губернии (ныне — пос. Мучкапский, районный центр в Тамбовской области) в многодетной крестьянской семье. В 1938 году поступил в Пензенское художественное училище, занимался у И. С. Горюшкина-Сорокопудова.
Участник Великой Отечественной войны, воевал на Центральном и 1-м Белорусском фронтах. Вместе с гаубичным артиллерийским полком прошёл путь от Курской дуги до Берлина. Имел ранения. Демобилизовался в звании старшего сержанта. Награждён орденом Красной Звезды, медалями «За отвагу», «За взятие Берлина», «За победу над Германией».
После демобилизации окончил Ленинградское художественно-графическое училище и до 1970 года преподавал рисунок и живопись в техникуме лёгкой промышленности. Одновременно работал творчески. С начала 1960-х участвовал в выставках, экспонируя свои работы вместе с произведениями ведущих мастеров изобразительного искусства Ленинграда. Писал портреты, жанровые композиции, натюрморты, пейзажи. В 1999 году удостоен почётного звания «Заслуженный художник Российской Федерации», в 2008 году почётного звания «Народный художник Российской Федерации». Пётр Коростелёв являлся действительным членом Петровской Академии наук и искусств.
Произведения П. Г. Коростелёва находятся в Государственном Русском музее, в музеях и частных собраниях в России, Великобритании, Франции, Японии и других странах.
Скончался П. Г. Коростелёв 4 июня 2017 года. Похоронен на Смоленском православном кладбище Санкт-Петербурга.

## Выставки
- 1964 год (Ленинград): Ленинград. Зональная выставка.
- 1974 год (Ленинград): Весенняя выставка произведений ленинградских художников.
- 1975 год (Ленинград): Наш современник. Зональная выставка произведений ленинградских художников.
- 1976 год (Москва): Изобразительное искусство Ленинграда.
- 1978 год (Ленинград): Выставка произведений художников - ветеранов Великой Отечественной войны и других ленинградских живописцев.
- 1980 год (Ленинград): Зональная выставка произведений ленинградских художников.
- 1981 год (Ленинград): Выставка произведений художников - ветеранов Великой Отечественной войны и других ленинградских живописцев.

## Награды и звания
- Орден Красной Звезды.
- Медаль «За отвагу».
- Медаль «За взятие Берлина».
- Медаль «За победу над Германией в Великой Отечественной войне 1941—1945 гг.».
- Народный художник Российской Федерации (2008).
- Заслуженный художник Российской Федерации (1999).